# Подградіє (округ Топольчани)
Подградіє (словац. Podhradie) — село, громада округу Топольчани, Нітранський край. Кадастрова площа громади — 30.1 км².
Населення 285 осіб (станом на 31 грудня 2019 року).

## Історія
Подградіє згадується 1245 року.

## Географія
Протікає річка Хотинка..

## Населення
| Рік:            | 1994. | 2004.    | 2014.   | 2024.   |
| --------------- | ----- | -------- | ------- | ------- |
| Кількість осіб: | 260   | 311      | 292     | 285     |
| Різниця:        |       | +19,61 % | -6,10 % | -2,39 % |

| Рік:            | 2023. | 2024.   |
| --------------- | ----- | ------- |
| Кількість осіб: | 284   | 285     |
| Різниця:        |       | +0,35 % |